# Idå
Idå is een van de (relatief) kleine rivieren die het Zweedse eiland Gotland rijk is. Het riviertje dat oost-west stroomt in de nabijheid van Lekarve mondt uit in de Oostzee, nadat het door het Paviken is gestroomd. Idå behoort niet tot het stroomgebied van de twee grootste rivieren op Gotland, de Gothemsån en Snoderån. De Idå is gedeeltelijk gekanaliseerd.